# Selim II.
Selim II. (osmansky: سليم ثانى, přepis: Selīm-i sānī; turecky: II. Selim; 28. května 1524 Starý palác – 15. prosince 1574 palác Topkapi), známý také jako Selim Světlovlasý (turecky: Sarı Selim) nebo Selim Opilec (Sarhoş Selim), byl sultán Osmanské říše od roku 1566 až do své smrti v roce 1574. Byl synem Sulejmana Nádherného a jeho manželky Hürrem Sultan.
Selim nebyl původně považován za pravděpodobného následníka trůnu, avšak jeho bratr Mehmed zemřel na neštovice, nevlastní bratr Mustafa byl na příkaz otce uškrcen a jeho bratr Bájezíd byl rovněž zabit na Sulejmanův rozkaz poté, co se proti němu a Selimovi vzbouřil.
Během jeho vlády měl velký vliv na státní záležitosti velkovezír Sokollu Mehmed Paša. Mezi významné úspěchy Selimovy vlády patřilo dobytí Kypru a Tunisu, avšak jeho armáda prohrála v bitvě u Lepanta a neuspěla při pokusu o dobytí Astrachaně v rámci války s Ruskem.

## Mládí
Selim se narodil v paláci Topkapi v Istanbulu dne 28. května 1524 za vlády svého otce, sultána Sulejmana I. Jeho matkou byla sultánova nejoblíbenější konkubína Hürrem Sultan, pravděpodobně dcera ortodoxního kněze z Červené Rusi, která se později stala Sulejmanovou zákonnou manželkou. 
V květnu 1537 se on a jeho bratr Mehmed připojili ke svému otci na tažení proti Korfu. Toto byla jejich první vojenská výprava. Jejich účast na tažení vyslala zprávu o budoucnosti dynastie. 
V roce 1540 je sultán vzal s sebou do Edirne, kde strávili zimu. V červnu 1541 on a Mehmed opět doprovázeli svého otce na tažení do Budína. V roce 1542 byl jmenován guvernérem provincie Karaman, poté odešel do Konyi.  
V roce 1543, kdy byl guvernérem provincie Manisa, začal udržovat vztah s konkubínou Nurbanu Sultan, jejíž původ není jistý. Ta se stala matkou dalšího sultána Murada III. Selim se s Nurbanu oženil a propustil ji z otroctví, stejně jako jeho otec s jeho matkou. Po Mehmedově nečekaném úmrtí v listopadu 1543 převzal Selim na jaře 1544 úlohu guvernéra oblasti Saruhan. 
Během léta 1544 se v Burse konalo rodinné setkání, kde se sešli Selim, jeho rodiče Sulejman a Hürrem, jeho sestra Mihrimah a Mihrimahin manžel Rüstem Paša. 
Během vojenského tažení proti Safíovcům v letech 1548–49 byl Selim vyslán do Edirne, kde zastupoval sultána během kampaně. V roce 1553 doprovázel svého otce při dalším tažení proti Safíovcům a po většinu výpravy mu dělal společnost. Během tohoto tažení byl jeho starší nevlastní bratr Mustafa popraven na příkaz jejich otce. 

## Vláda
Selim II. se ujal vlády po mnoha palácových intrikách a bratrovraždě, po smrti svého otce dne 7. září 1566. Selimův velkovezír Sokollu Mehmed Paša a jeho manželka Nurbanu Sultan kontrolovali většinu státních záležitostí. Dva roky po nástupu Selima k moci dopomohli k uzavření Istanbulské dohody s císařem Maxmiliánem II. V dohodě stálo, že Habsburská monarchie musí platit ročně 30 tisíc dukátů k udržení míru a uznat osmanskou nadvládu nad Moldávií. 
V Istanbulu byl připraven plán na spojení Volhy a Donu kanálem, aby bylo možné čelit ruské expanzi směrem k severní hranici Osmanů. V létě roku 1569 byly vyslány jednotky janičářů k obléhání města Astrachaň, aby zde započaly práce na výstavbě kanálu, zatímco námořnictvo se vydalo obléhat Azov. Ruská armáda o patnácti tisících mužích rozprášila dělníky a vyslali tatarskou armádu k ochraně území. Námořnictvo zastavila silná bouře. Na počátku roku 1570 vyslanci cara Ivana IV. dorazili do Istanbulu a uzavřeli dohodu o míru mezi carem a sultánem. 
Výpravy do Hidžázu a Jemenu byla armáda úspěšnější, ale dobytí Kypru v roce 1571 se neobešlo beze ztrát v námořnictvu. V bitvě u Lepanta byl poražen španělskými a italskými státy. 
V historické bitvě u Naupaktosu nebo bitvě u Lepanta dne 7. října 1571 Svatá liga výrazně porazila osmanské námořnictvo; Svatá liga potopila nebo zničila 50 osmanských lodí a zajala 117 galér a 20 galliotů, 30 000 Turků bylo ztraceno v bitvě, 10 000 Turků bylo zajato a mnoho tisíc křesťanských otroků bylo zachráněno. Svatá liga ztratila asi 7500 mužů.
Rozbité flotily říše byly brzy obnoveny (za pouhých šest měsíců se skládala z asi 150 galér a osmi galeí) a Osmané si udrželi kontrolu nad východním Středozemím (1573). V srpnu 1574, měsíc před Selimovou smrtí, Osmané znovu získali kontrolu nad Tunisem zpět od Španělska, které ho dobylo v roce 1572.
Selim byl mimo jiné známý tím, že obnovil status Mahidevran Sultan, první manželky jeho otce, a nechal postavit důstojnou hrobku pro jejího syna a jeho bratra, Mustafu, který byl jejich otcem v roce 1553 popraven. 
V roce 1573 přišla nevídaná zima a zemědělci neměli dostatek jídla pro obyvatele Istanbulu. Selim nechal otevřít kuchyni, kam si lidé mohli chodit zdarma pro jídlo a tím zabránil možnému hladomoru. 
V roce 1574 vypukl v palácové tiskárně požár, kvůli kterému zahynulo několik žen z jeho harému, kuchaři i agové. V témže roce Selim zemřel, když pravděpodobně opilý uklouznul v nedokončené koupelně v paláci. Pohřben byl v chrámu Hagia Sofia. Jeho nástupcem se stal jeho nejstarší syn Murad III.

## Charakter
Selim byl popisován jako velkorysý panovník, který má rád požitky a zábavu v dobových pramenech, má rád pijácké rady, těší se z přítomnosti učenců a básníků kolem sebe a také hudebníků. Nicméně se neukazoval příliš veřejnosti, jako to měl ve zvyku jeho otec. Často nedocházel ani na páteční modlitbu a zůstával v paláci. 

## Rodina

### Konkubíny
Selimovou jedinou manželkou byla Nurbanu Sultan, která byla i matkou jeho nástupce Murada III. a pravděpodobně všech jeho dcer. Jako Haseki Sultan pobírala plat 1100 asper (stříbrných mincí) denně, zatímco níže postavené konkubíny pobíraly jen 40 asper denně. Když se s ní Selim oficiálně oženil, získala věno 110 tisíc dukátů, tedy o 100 tisíc dukátů víc, než dal jeho otec jeho matce Hürrem. 
Některé děti měl Selim s konkubínami, jejichž jméno není známo a nezastávaly žádnou funkci. 

### Synové
Selim měl celkem 7 synů:
- Murad III. (4. července 1546, Manisa – 15. ledna 1595, palác Topkapi), syn Nurbanu a následník Selima II.
- Şehzade Mehmed (1571 – 1572, Istanbul), zemřel jako kojenec
- Şehzade Süleyman (1571 – 22. prosince 1574), popraven svým bratrem Muradem při nástupu na trůn
- Şehzade Abdullah (1571 – 22. prosince 1574), popraven svým bratrem Muradem při nástupu na trůn
- Şehzade Ali (1572 – 1572), zemřel krátce po porodu i s matkou
- Şehzade Osman (1573 – 22. prosince 1574), popraven svým bratrem Muradem při nástupu na trůn, matka zemřela krátce po porodu
- Şehzade Cihangir (1574 – 22. prosince 1574), popraven svým bratrem Muradem při nástupu na trůn, matka zemřela krátce po porodu

### Dcery
Selim měl celkem 4 dcery:
- Şah Sultan (1544 – 3. listopadu 1580), poprvé provdána v roce 1562 za Çakırcıbaşı Hasan Pašu, podruhé provdána v roce 1574 za Zal Mahmuda Pašu
- Gevherhan Sultan (1544/45 – po 1623), poprvé provdána v roce 1562 za Pijali Pašu, podruhé v roce 1579 za Cerrah Mehmeda Pašu
- Ismihan Sultan (1545 – 8. srpna 1585), poprvé provdána v roce 1562 za Sokollu Mehmeda Pašu, podruhé v roce 1584 za Kalaylıkoz Ali Pašu
- Fatma Sultan (1559 – 1580), provdána v roce 1573 za Kanijeli Siyavuş Pašu